# Karl Holinde
Karl Friedrich Holinde – meist verkürzt Karl Holinde genannt – (* 23. Juni 1939 in Lünen (Westfalen); † 28. Dezember 1996 in Bonn) war ein deutscher theoretischer Kernphysiker.

## Werdegang
Holinde studierte Physik an den Universitäten Münster und Bonn, an letzterer promovierte er 1969 bei Konrad Bleuler. Anschließend war er am Bonner Institut für Theoretische Kernphysik als wissenschaftlicher Assistent tätig. 1979 habilitierte er sich, 1980 erhielt er ein Heisenberg-Stipendium, wodurch er sich mehrere Jahre ausschließlich der Forschung widmen konnte. In diesen Jahren war er Gastprofessor am College of William & Mary in Williamsburg (Virginia, USA), von 1981 bis 1982 war er Gastprofessor an der State University of New York in Stony Brook, von 1983 bis 1984 war er Gastwissenschaftler am Los Alamos National Laboratory (New Mexico, USA) und 1985 am TRIUMF in Vancouver, Kanada.
1984 wurde er wissenschaftlicher Mitarbeiter am Forschungszentrum Jülich. Am dortigen Institut für Theoretische Kernphysik baute er eine Arbeitsgruppe auf, die schon nach kurzer Zeit zu den größten und aktivsten in diesem Bereich zählte. Parallel dazu wurde er 1987 Professor für Theoretische Physik an der Universität Bonn, drei Jahre vor seinem Tod wurde er stellvertretender Direktor des Bonner Instituts für Theoretische Kernphysik. Im Januar 1996, wenige Wochen nach der Rückkehr von einer Gastprofessur an der Universität Adelaide (Australien), zeigte sich unvermittelt eine tödliche Krankheit, der er Ende des Jahres im Alter von 57 Jahren erlag. Er hinterließ seine Ehefrau und eine erwachsene Tochter.

## Wissenschaftliche Leistungen
Herausragende wissenschaftliche Leistung Holindes war die Entwicklung eines theoretischen Modells, das die Starke Wechselwirkung zwischen den Nukleonen innerhalb der Atomkerne durch den Austausch von Mesonen beschreibt. Seit Mitte der 1970er-Jahre entwickelte er hierzu gemeinsam mit Ruprecht Machleidt und später auch Charlotte Elster ein Nukleon-Nukleon-Potential und verfeinerte es immer weiter verfeinert. Es fand unter dem Namen Bonn-Potential große internationale Anerkennung und Verbreitung. Die zugehörige 1987 als Physics Report erschienene Monographie war für die folgenden zehn Jahre in den Top 100 der am häufigsten zitierten kernphysikalischen Veröffentlichungen.
In Jülich entwickelte er das Mesonaustauschmodell mit zahlreichen Mitarbeitern und Studenten weiter und wandte es auf verschiedenste hadronische Systeme an, bis hin zur Wechselwirkung zwischen Nukleon und Antinukleon. Seine Arbeiten waren von großer Bedeutung für die Analysen von Experimenten am Low Energy Antiproton Ring (LEAR) des CERN in Genf, wo 1995 erstmals künstlich Antimaterie erzeugt wurde, und hatten einen wesentlichen Einfluss auf die Experimente am Jülicher Beschleuniger COSY.
Zu Holindes größten Erfolgen seiner letzten Jahre gehörte die Lösung von Fragen, die die früheren Arbeiten zum Nukleon-Nukleon-Potential aufgeworfen hatten, insbesondere der zu „harte“ Pion-Nukleon-Formfaktor, die zu starke Omega-Nukleon-Kopplungskonstante und die Attraktion bei mittleren Abständen, die durch ein fiktives Sigma-Meson simuliert wurde. Alle diese grundsätzlichen Probleme löste Holinde dadurch, dass er konsequent die Wechselwirkung auch zwischen den Mesonen mit berücksichtigte. Das fiktive Sigma-Meson wurde durch den korrelierten Zwei-Pion-Austausch ersetzt, und der korrelierte Pion-Rho-Austausch löste die beiden erstgenannten Probleme. Holinde hat bis zu seinem frühen Tod deutlich über 100 Artikel in wissenschaftlichen Zeitschriften veröffentlicht.

## Publikationen
- mit Ruprecht Machleidt, Charlotte Elster: The Bonn meson-exchange model for the nucleon-nucleon interaction, Physics Reports, Band 149, 1987, S. 1–89